# Баллиер, Август Иванович
Авгу́ст (Огю́ст) Ива́нович Баллие́р (Балльер, Байяр) (фр. Auguste Baillayre; 1 мая 1879, Верне-ле-Бен, Восточные Пиренеи, Франция — 16 декабря 1961, Бухарест, Румыния) — молдавский и румынский живописец французского происхождения, последователь петербургского авангарда, один из наиболее значимых бессарабских художников межвоенной эпохи, педагог и музейный работник. Один из инициаторов учреждения и первый директор Кишинёвской пинакотеки (в 1939–1942).

## Биография
Уроженец Верне-ле-Бен в департаменте Восточные Пиренеи, сын коммивояжёра. В возрасте шести лет, в связи с работой отца, вместе с семьёй переселился в Грузию, где прожил четырнадцать лет (1885–1899). После окончания реального училища в Тифлисе поступил на учёбу в Королевскую Академию изящных искусств в Амстердаме (1899–1902), позже обучался в художественной школе княгини Тенишевой и в «Мастерской для учащихся» гравёра Льва Дмитриева-Кавказского (1907) в Санкт-Петербурге.
В 1907 в Петербурге женился на художнице Лидии Арионеско (1880–1923), родившейся в Бессарабии. До Октябрьской революции вместе с женой неоднократно приезжал на её родину.
Тяготел к кругу петербургских художников-новаторов. В начале 1910-х годов входил в художественные объединения «Треугольник» — художественно-психологическую группу, организованную Николаем Кульбиным, и «Союз молодёжи», первое петербургское общество художников-экспериментаторов и новаторов и первое столичное творческое объединение русского авангарда.
Участник выставок в Санкт-Петербурге — «Blanc et noir» (1903), Осенних (1906, 1907), «Импрессионисты» (1909 и в Вильно, 1910), «Треугольник — Венок — Стефанос» (1910), общества «Союз молодёжи» (1911, 1912/1913), «Постоянная выставка современного искусства» (СПб., 1913).
С 1918 года жил в Кишинёве. Вместе с бессарабскими художниками Александром Плэмэдялэ и Шнеером Коганом возглавил развитие художественных институтов Бессарабии в период её вхождения в состав Румынского королевства[стиль].
До 1940 преподавал в Школе изящных искусств. В 1924–1930 — главный художник-постановщик кишинёвского Национального театра. Учредитель и вице-президент Общества изящных искусств (1921), участник всех выставок общества.
В 1939–1942 состоял главным хранителем и директором Кишинёвской городской художественной галереи (пинакотеки), на основе которой возник Национальный музей изобразительного искусства Республики Молдова.
С 1943 жил в Бухаресте. В 1945 вместе с дочерью Татьяной, также художницей, провёл персональную выставку в Бухаресте.
Писал портреты, натюрморты, интерьеры, пейзажи в импрессионистской и постимпрессионистской манере.
Некоторые из его работ хранятся в Национальном музее изобразительного искусства Республики Молдова.
В 2009 году почта Молдовы выпустила марку с изображением А. Баллиера.